# Ippolito Sanfratello
Ippolito Sanfratello (né le 3 novembre 1973 à Plaisance, en Émilie-Romagne) est un patineur de vitesse italien.

## Biographie
Avec ses coéquipiers Matteo Anesi, Stefano Donagrandi et Enrico Fabris, Ippolito Sanfratello remporte le titre olympique en poursuite par équipes lors des Jeux olympiques d'hiver de 2006 à Turin.

## Jeux olympiques
- Jeux olympiques d'hiver de 2006 à Turin  Italie:
  -  Médaille d'or en poursuite par équipes.